# Инкерманская долина
Инкерманская долина (Инкерманские высоты) — местность на юго-западе Крыма. Долина находится в нижнем течение реки Чёрной, а высоты тянуться от Мекензиевых гор до долины Кара-Коба.
Название местность получила от средневековой крепости Каламита, расположенной на Монастырской скале, которой османы дали название Инкерман (в переводе — «пещерная крепость»).
Долина использовалась человеком со времён первобытного общества. На её территории найдены остатки поселений, которые датируются 1-м тысячелетием до нашей эры, а также могильники 1-й половины 1-го тысячелетия до нашей эры и конца 2-го тысячелетия до нашей эры. Всего на территории долины было обнаружено около 30 поселений и могильников.
Во время Крымской войны здесь 24 октября 1854 состоялось Инкерманское сражения между российскими войсками и силами англо-французской коалиции. В годы Великой Отечественной войны в Инкерманской долине проходили бои, связанные с обороной и освобождением Севастополя.
На территории долины находится Инкерманский пещерный монастырь и завод железобетонных изделий № 1.